# Горизонтування приладу
Горизонтування приладу (рос. горизонтирование прибора, англ. horizontal deformations, нім. horizontieren) – установка вертикальної осі маркшейдерського чи геодезичного приладу в прямовисне положення.